# Egas Cacintura
Egas Palanga dos Santos Cacintura (ur. 29 października 1997 w Namibe) – angolski futsalista i piłkarz grający na pozycji lewego lub prawego pomocnika w rosyjskim klubie FK Ufa.